# Chapelle Saint-Remi de Fisenne
La chapelle Saint-Remi orthographiée aussi  Saint-Remy ou  Saint-Rémi est un édifice religieux catholique sis à Fisenne (commune d'Érezée) en province de Luxembourg (Belgique). Une ancienne église du XVe siècle est reconstruite en 1713. Ancienne chapelle castrale l’église est lieu de culte de la communauté catholique locale. Le bâtiment est classé au patrimoine immobilier de Wallonie.

## Historique
On atteste la présence d’un château féodal à Fisenne dès le XIe siècle et d’une église de bonne dimension (trois nefs) au XVe siècle. L’église fut démolie et une nouvelle chapelle castrale reconstruite en 1713 (comme l’indique le chronogramme inscrit dans la pierre au dessus portail)  par le seigneur Georges-Antoine de Fisenne. L’orientation traditionnelle des édifices catholiques (sanctuaire tourné vers l’orient) fut modifiée (selon la chronique locale) pour qu’elle se trouve exactement dans l’axe du corps de logis du château, permettant au maitre des lieux, souffrant de rhumatismes, de suivre les offices religieux à partir de son balcon.
Le bâtiment est classé le 29 mars 1976.

## Description
Située  à l'extrémité occidentale du village, juste en face du château-ferme de Fisenne dont elle est séparée par la RN 807 qui relie Hotton à Manhay (rue du château), la chapelle est construite en moellons calcaires. Le bâtiment possède une nef de quatre travées percées de baies cintrées et un chevet à trois pans coupés.
Alentour se trouve le cimetière, qui est bordé d’un mur de pierre. Orientée nord-sud (au contraire du traditionnel est-ouest) la chapelle est constituée d’une tour-clocher carrée à trois niveaux — dont les deux supérieurs présentent huit pans — servant de narthex au corps du bâtiment constitué d’une nef avec bas-côtés. Les deux murs latéraux de la chapelle sont percés de quatre fenêtres voutées.
Au-dessus du portail d'entrée cintré, on peut lire le chronogramme suivant : PAX ERAT ET DICABAR SCTO REMIGIO qui date l'édifice de 1713 (MDCCXIII). Surmontant cette inscription latine, une niche cintrée abritant la statue de saint Remi se trouve en dessous des armoiries du maître d'œuvre de la chapelle, Georges-Antoine de Fisenne et de son épouse, née de Voes. Les toitures sont recouvertes d'ardoises.

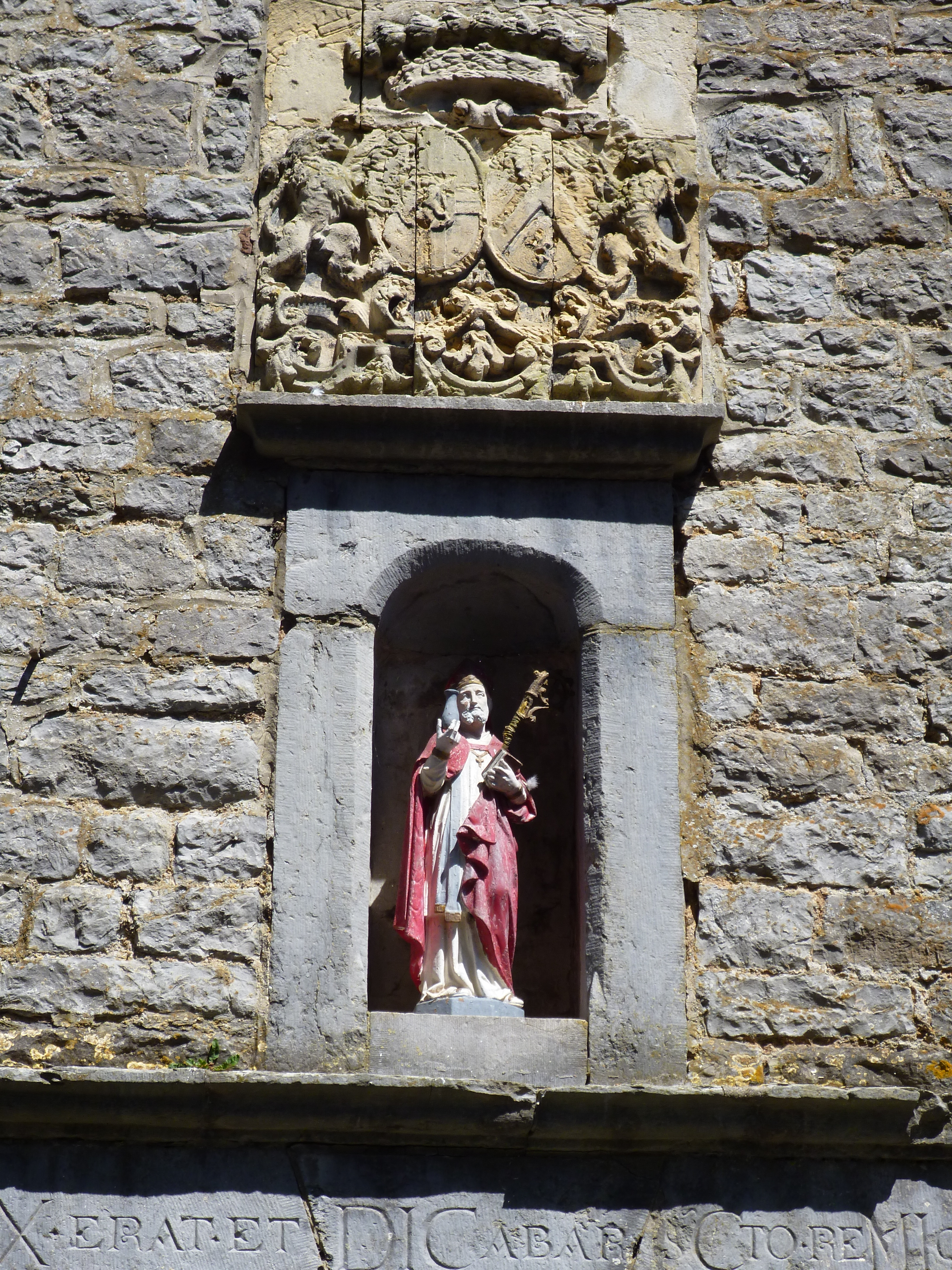
Les armoiries de Fisenne-de Voes, la niche avec la statue de saint Remi et une partie du chronogramme.

## Patrimoine
- Un retable artistique de grande valeur et datant des environs de 1450 serait dû à un artiste de l'école d'Anvers. Les principales scènes de l’enfance et de la passion du Christ y sont illustrées en relief. En chêne sculpté, ce retable a subi quelques dégradations mais a conservé intactes ses figures principales polychromes avec leurs dorures primitives. Depuis 1950 il est conservé au musée Gaspar d’Arlon. Une reproduction se trouve dans la chapelle.

- Plusieurs dalles funéraires, dont la plus ancienne date de 1714, des familles de Blier, Gilson, de Hamal et Dochain. Dans le cimetière également se trouvent plusieurs pierres tombales et croix funéraires intéressantes, certaines datant du XVIIIe siècle.